# Helpless When She Smiles
«Helpless When She Smiles» (с англ. — «Беспомощен, когда она улыбается») — второй сингл с шестого студийного альбома группы Backstreet Boys «Unbreakable». Песня впервые была исполнена на «Ellen DeGeneres Show» 19 ноября 2007 года.

## Музыкальное видео
Видео на песню «Helpless When She Smiles» снимали 15 ноября 2007 года в Joshua Tree National Park в Калифорнии. Режиссёр видео — Бернард Горли. Премьера видео состоялась 12 декабря 2007 года на Yahoo! Music. Клип снят в чёрно-белом варианте (второй раз в истории группы, первое чёрно-белое видео — Show me the meaning of being lonely). Для съёмок были использованы вертолёты.

## Список композиций
- Helpless When She Smiles
- There’s Us
- Satellite

## Чарты
| Чарт (2008)                                    | Максимальная позиция |
| ---------------------------------------------- | -------------------- |
| German Singles Chart                           | 34                   |
| Indian Singles Chart                           | 48                   |
| Italian Singles Chart                          | 4                    |
| Luxembourg Singles Chart                       | 17                   |
| RIANZ Singles Chart                            | 34                   |
| Dutch Singles Chart                            | 83                   |
| Romania Singles Chart                          | 70                   |
| Russia Singles Chart                           | 22                   |
| U.S. Billboard (Hot Adult Contemporary Tracks) | 52                   |